# Agro Ingreso Seguro
Agro Ingreso Seguro (AIS) fue una línea de crédito FINAGRO o del gobierno colombiano para entregar préstamos con bajas tasas de interés con destino desarrollos agropecuarios a agricultores colombianos, substituido por Desarrollo Rural con Equidad (DRE) luego de estallar un escándalo por corrupción alrededor de AIS. 
El programa fue diseñado e implementado por el entonces Ministerio de Agricultura, al mando de Andrés Felipe Arias, bajo la presidencia de Álvaro Uribe. La Procuraduría encontró irregularidades relacionadas con la contratación sin los debidos estudios, irregularidades en los métodos de contratación, actos de corrupción, beneficios indebidos a algunas familias terratenientes, falta de supervisión de los programas, detrimento del erario y aumento indebido de los recursos destinados al programa de gobierno. Esta línea de crédito en la actualidad se llama Línea Especial de Crédito (LEC), es otorgado con la intermediación de la banca oficial y privada, con tasas bajas y plazos de acuerdo al proyecto.

## Abuso del programa
En octubre de 2009, la revista Cambio de Colombia, denunció que el programa había entregado millonarios subsidios a narcotraficantes y prestantes familias del Magdalena y del Valle del Cauca, entre ellas la ex señorita Colombia Valerie Domínguez, su novio, su cuñada y sus suegros. Se conoció que una vasta cantidad de tierras que recibieron los subsidios de AIS pertenecían a Juan Manuel Dávila Jimeno, suegro de Valerie Domínguez, quien fraccionó sus fincas para arrendárselas a su propia familia y así recibir más subsidios de los permitidos por la ley ($400.000.000 por cada beneficiario). Solo la familia Dávila Jimeno sumó subsidios por $2.200.000.000 por conceptos de "riego y drenaje".  Según un consultor que conoce el programa, "lo de los Dávila es una vergüenza. ¿Cómo le regalan plata de todos los colombianos a una de las familias más poderosas de Magdalena? Es inaudito". Al verse envuelta en la polémica por ser figura pública, Valerie Domínguez renunció al subsidio.
Entre las otras prestantes familias beneficiadas por los subsidios, están los Vives Lacouture, Lacouture Dangond y Lacouture Pinedo, todas familias de amplia trayectoria política en el Caribe Colombiano. En el Valle del Cauca, María Mercedes Sardi de Holguín, prima del exministro del interior Carlos Holguín Sardi recibió más de 200.000.000 por el mismo concepto. Igulmente se vio beneficiada la familia de la entonces directora del programa Colombia es Pasión, María Claudia Lacouture.

El gobierno ordenó la devolución de los dineros, sólo luego de que se desatara el escándalo y ante las evidentes "argucias" que habían utilizado para apoderarse de más subsidios, como el caso de la familia Dávila Jimeno. Rudolf Hommes, exministro de Hacienda de Colombia, también ha cuestionado la equidad del programa del gobierno de Uribe para el campo y argumenta que está en contravía de las investigaciones de la reciente premio Nobel de Economía Elinor Ostrom.

## Funcionarios involucrados
Andrés Felipe Arias, exministro de Agricultura del gobierno de Álvaro Uribe y precandidato del Partido Conservador Colombiano, ha respondido ante todos estos cuestionamientos argumentando que los beneficiarios del programa AIS eran gente honesta, sin problemas con la justicia y que era falso que la mayoría de beneficiados fueron aportantes a la campaña del presidente Álvaro Uribe Vélez. Sin embargo, el periodista Daniel Coronell y un artículo del diario El Espectador refutaron dichas afirmaciones. Durante la segunda semana del mes de noviembre de 2009 el congreso de la república citó al Ministro de Agricultura para realizarle una moción de censura, la cual finalmente no prosperó.
El 12 de octubre de 2010, la Procuraduría General de la Nación formuló pliego de cargos contra Andrés Felipe Arias y contra el exministro Andrés Fernández, por "haber incurrido en falta gravísima al no haber adoptado medidas para evitar que esos dineros públicos fueran entregados a personas que, en realidad, no correspondía.". El 19 de julio de 2011 la Procuraduría encontró culpable a Arias, destituyéndolo e inhabilitándolo por 16 años para ejercer cargos públicos. El 3 de julio de 2014 la Corte Suprema de Justicia lo halló culpable por los delitos de celebración de contratos sin cumplimiento de requisitos legales y peculado a favor de terceros, por lo cual el 17 de julio lo condenó a 17 años y 4 meses de prisión. Luego de estar prófugo de la justicia, fue capturado por la Policía migratoria de Estados Unidos, donde se le procesó y extraditó.
También resultaron involucrados los siguientes funcionarios del Ministerio de Agricultura: 
- Rodolfo Campo Soto, exgerente del Instituto Colombiano de Desarrollo Rural, Incoder.
- Juan Camilo Salazar, ex viceministro.
- Camila Reyes, exdirectora de Financiamiento y comercio
- Javier Romero y Juan David Castaño, exdirectores de Desarrollo Rural.
- Alba Sandoval, exdirectora de Seguimiento Presupuestal
- Gisela Torres y Edelmira Riveros, interventores.[28]

## Subsidios entregados y recuperados
Las cifras más conocidas corresponden a las entregadas por el Distrito de Riego, publicadas inicialmente en el portal de Agro Ingreso Seguro, actualmente fuera de servicio. Los valores entregados por este concepto de "riego y drenaje" entre 2007 y 2009 fueron: 
| Año    | Valor Entregado | Fuente                              |
| ------ | --------------- | ----------------------------------- |
| 2007   | 33,005,345,997  | Semana.com Convocatoria 2007 .pdf   |
| 2008-1 | 66,241,796,528  | Semana.com Convocatoria 2008-1.pdf  |
| 2008-2 | 61,721,823,976  | Semana.com Convocatoria 2008-2 .pdf |
| 2009   | 72,517,741,687  | Semana.com Convocatoria 2009.pdf    |

De estas sumas, el 1 de octubre de 2010 la Fiscalía indicaba una negociación en proceso para recuperar aproximadamente 13 mil millones de pesos
La lista de quienes hasta esa fecha habían conciliado incluye:  
- Andrés Felipe Vives Prieto, Orlandesca S.A.
- Jorge Franco Tribin Jassir, Biofrutos S.A., C.I La Samaria S.A.
- Luis Miguel Vergara Díaz Granados, Guillermo Barrios del Ducca, Ecobio Colombia Ltda.
- Jesús Carreño Granados, Inagros S.A.
- Nicolás Simón Solano Tribín y Gustavo Solano Tribín.

En proceso de conciliación a 2010 continuaban: 
- Alfredo Lacouture Dangond, C.I El Roble S.A.
- Juan Manuel Dávila Fernández de Soto, Juan Manuel Dávila Jimeno, Agroindustrias JMD y CIA S.C.A.
- María Clara Fernández de Soto, Ana María Dávila Fernández de Soto, Construmundo S.A, Vicala S.A., Vizu S.A., Sanvi S.C.A., Mevicala S.C.A., Sovijilla S.A., Vicalavi S.A., Banavica S.A., Vibeych S.A. e Inmobiliaria Kasuma